# 蒙弗勒尔
蒙弗勒尔（法語：Montfleur，法語發音：[mɔ̃flœʁ]）是法国汝拉省的一个市镇，属于隆斯勒索涅区。

## 地理
蒙弗勒尔（46°19'47"N, 5°26'11"E）面积7.88 平方千米，位于法国勃艮第-弗朗什-孔泰大區汝拉省，该省份为法国东部内陆省份，北起上索恩省，西北接科多尔省，西临索恩-卢瓦尔省，南至安省，东与杜省和瑞士接壤。
与蒙弗勒尔接壤的市镇（或旧市镇、城区）包括：普亚、布鲁瓦西亚、尼维涅和叙朗、瓦勒叙朗、阿罗马、蒙兰西亚。

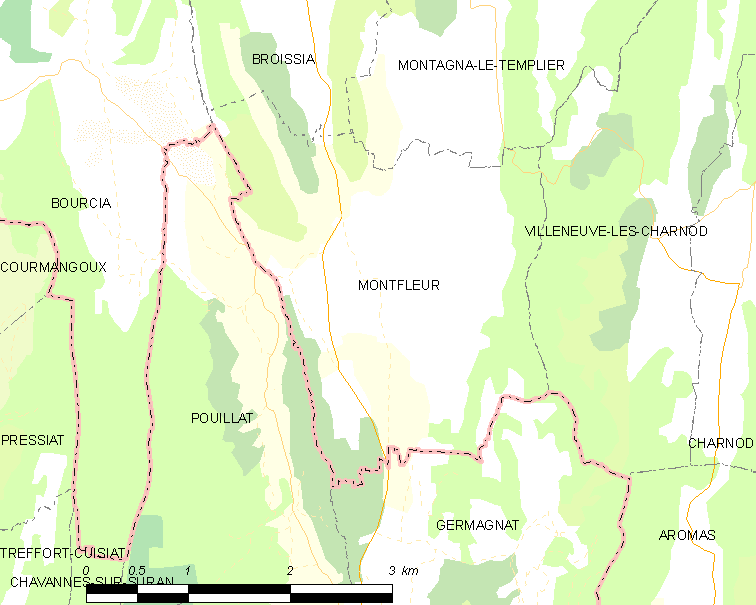
蒙弗勒尔的OSM定位图

蒙弗勒尔的时区为UTC+01:00、UTC+02:00（夏令时）。

## 行政
蒙弗勒尔的邮政编码为39320，INSEE市镇编码为39353。

## 政治
蒙弗勒尔所属的省级选区为圣阿穆尔县。

## 人口

1962-2008年间蒙弗勒尔人口变化图示

蒙弗勒尔于2022年1月1日时的人口数量为164人。